# Jackson (California)
Jackson es una ciudad situada en condado de Amador, California, Estados Unidos. Tiene una población estimada, a mediados de 2022, de 5113 habitantes.
Es la sede del condado.

## Geografía
La localidad está ubicada en las coordenadas 38°20′55″N 120°46′22″O / 38.34861, -120.77278 (38.348485, -120.772821). Según la Oficina del Censo, tiene una superficie total de 9.28 km², correspondientes en su totalidad a tierra firme.

## Demografía
Según el censo de 2000, en ese momento los ingresos medios de los hogares de la localidad eran de $35,944 y los ingresos medios de las familias eran de $45,887. Los hombres tenían ingresos medios por $40,444 frente a los $35,083 que percibían las mujeres. Los ingresos per cápita eran de $21,399. Alrededor del 4.1% de las familias y del 8.3% de la población estaban por debajo del umbral de pobreza.
De acuerdo con la estimación 2017-2021 de la Oficina del Censo, los ingresos medios de los hogares de la localidad son de $63,400 y los ingresos medios de las familias son de $70,842. Los ingresos per cápita en los últimos doce meses, medidos en dólares de 2021, son de $31,833. Alrededor del 8.2% de la población estaba por debajo del umbral de pobreza.